# Webbannons
En webbannons, annonsruta eller banner (plural: bannrar; efter engelska banner) är en reklamannons som förekommer på webbsidor. Den är en av de huvudsakliga inkomstkällorna för publikationer på Internet. En webbannons syns ofta ovanför eller vid sidan av nyhetsmaterialet och kan bestå av text, bild eller animation. Alternativt kan en webbannons presenteras som ett poppuppfönster.
Framväxten av reklamblockerare har sin grund av webbannonsering som kan upplevas som störande.

## Användning och teknik
Webbannonser är den helt dominerande inkomstkällan för de stora webbplatserna, och denna kanal för annonsering ökar på andra massmediekanalers bekostnad. Vid sidan av rent kommersiella ersättningar förekommer också en ersättningsform med byte, där en webbplats i utbyte för att upplåter en plats på sin webbsida får en webbannons för sin egen sida visad på andra webbsidor
En webbannons eller banner kan också informera om eget material och egna projekt, i samband med olika kampanjer eller som en alternativ nyhetsplats. Blandningen av nyhetsmaterial och externt reklammaterial på ett och samma utrymme kan dock vara förvirrande för läsarna.
En webbannons kan visas som en statisk text med eller utan bild, alternativt som eller kompletterad av en animation. Den kan visas ovanför (som en "banderoll") eller vid sidan av övrigt sidinnehåll, alternativt som ett poppuppfönster.

## Historik

Exempel på storleksmått (i antal pixlar) för webbannonser, med benämningar på engelska.

### Bakgrund
Webbens sedan 1990-talet ökande roll som nyhetsmedium har lett till att en ökande andel av tidningsreklam "flyttat med" till webben. I Internets etableringsfas på sent 1990-tal var det relativt ovanligt med betalväggar, så webbannonser var ofta nyhetskanalernas enda större inkomstkälla.

### Vidare utveckling
Under 2000- och 2010-talet har utvecklingen fortsatt, på senare år även kompletterat av spridning av materialet via mobilapplikationer. Stora nyhetsmedier på Internet bekostar fortfarande stora delar (större delen) av sin verksamhet via annonsintäkter, men den ökande användningen av reklamblockerare har satt ett visst tak på annonsintäkterna. Många nyhetsmedier låter därför användarna läsa en viss mängd nyhetsartiklar (ofta cirka 10 per månad; definierat som enskilda webbsidor, räknat via webbkakor) och erbjuder mer läsning på andra sidan en betalvägg.
Tekniken med betalväggar används både i webbupplagor lästa via webbläsare och motsvarande material i mobilappar (där inkomsterna kan komma via regelbundna prenumerationskostnader). Däremot har tekniken med webbannonser via mobilappar inte blivit lika spridd, till stor del beroende på den mindre skärmytan. surfplattor efterliknar dock mer skärmstorleken på många mindre bärbara datorer.

### Video på webben
Många nyhetsmedier sprider numera även TV-material (direktsänt eller som eftersända videor) via webben. Detta inkluderar etablerade TV-kanaler och nya medier typ Youtube. Annonsmaterial kan då synas både som webbannonser på presentationssidorna för videomaterialet eller/och kompletterat med ren TV/video-annonsering inuti de strömmade materialet. Videoannonser kan då ibland "klickas bort" efter ett visst antal sekunder.

Diagram över den ökande användningen av reklamblockerare – ett hot mot inkomsterna av webbannonsering.

### Ökande reklammotstånd
I många länder kom Internet endast några år efter etablerandet av ett stort utbud av kommersiella TV-kanaler. Det kommersiella TV-utbudet har ofta helt och hållet finansierats av TV-reklam (mellan program eller programavsnitt). Ökad "reklamtrötthet" i TV har sedan hos en del Internet-anändare kompletterats av en motsvarande reklamtrött på Internet.
Reklamen inträder ("stör") dock på olika sätt i de båda medierna – på TV genom att den tar över hela skärmen under en viss tid, på en webbsida genom att den visas (ofta mer eller mindre animerad) vid sidan av nyhetsmaterialet (alternativt som poppuppfönster). Animerade webbannonser kan vålla oönskad distraktion och även göra webbsurfandet mer bandbreddskrävande, två negativa effekter som lett till utvecklandet av reklamblockerare vilka filtrerar bort en del eller allt annonsmaterial från webbsidan. Resultatet blir tomma block på sidan, alternativt att layouten förändras helt.
Under 2010-talet har det allt vanligare användandet av reklamblockerare medfört att sajtägare presenterar informationstexter som påminner om annonsernas betydelse som finansiär av nyhetsmaterialet. Alternativt stängs läsandet av webbsidan/webbplatsen av helt om användaren inte avaktiverar reklamblockeraren för åtminstone den webbplatsen.